# Sangre de lobos
Sangre de lobos é uma telenovela colombiana produzida pela RCN Televisión e exibida pelo Canal A, cuja transmissão ocorreu em 1990.

## Elenco
- Aura Cristina Geithner.... Silvia Martínez
- Edmundo Troya.... Padre Millán
- Fernando Allende.... Tomás Nájera
- Kristina Lilley....Carolina Millán
- Helios Fernández....Anibal Millán
- Gloria Gómez.... Julia Millán